# Улица Свердлова (Петрозаводск)
Улица Свердло́ва (карел. Sverdlovan uuličču; до 1941 — Большая Подгорная улица) — улица в историческом центре Петрозаводска, одна из старейших в городе.

## Общие сведения
Нумерация улицы начинается на пересечении с Пушкинской улицей. Улица Свердлова проходит на юго-запад, пересекая улицы Куйбышева, Кирова, Дзержинского, до улицы Андропова. Участок улицы от Пушкинской до Куйбышева — пешеходный с лестничными спусками. Протяжённость улицы около 780 метров.
Современный облик улицы сформировался к середине XX века.
До февраля 2023 года на улице сохранялось двухэтажное деревянное здание «Жилой дом Захаровых» — объект культурного наследия, памятник градостроительства и архитектуры, образец жилого дома конца XIX века. Здание разобрано и перенесено в район исторической застройки на улице Федосовой.

## История
До 1941 года называлась Большой Подгорной.
По описанию 1870 года Большая Подгорная начиналась от дома купца 2-й гильдии, гласного Петрозаводской городской управы Арнаутова на Повенецкой улице (нынешняя улица Андропова) пересекая улицы: Почтамтскую (нынешняя улица Дзержинского), Садовую (нынешняя улица Кирова), Соломенскую (нынешнюю Куйбышева), Полицейскую (нынешнюю Пушкинскую) до Владимирской улицы (ныне Набережный проспект).
На углу Большой Подгорной и Владимирской улицы (ныне Парк Победы) в двухэтажном каменном доме с магазином, выходящим на Онежскую набережную, в 1897 году открылся казённый винный склад. Здесь изготовлялось и продавалось столовое вино из спирта и разливался спирт. К складу было приписано 17 казённых винных лавок. С введением в 1914 году сухого закона в период Первой мировой войны завод был закрыт. Возобновил работу как спирто-водочный в 1925 году. Ликёро-водочный завод работал на набережной до 1940 года, выпускал водку, горькие и сладкие настойки, наливки, десертные, крепкие и плодово-ягодные ликёры.
Известно, что на Большой Подгорной располагались два фотосалона мастеров художественной фотографии К. Иогансона (на углу с Садовой улицей) и А. С. Майтенфеля.
В конце XIX века улица была известна зимними развлечениями молодёжи: катанием на санках под гору до набережной Онежского озера.
В 1946—1948 годах по проекту архитектора Александра Андреева было построено здание «Дома связи», ныне объект культурного наследия.
В середине XX века Большая Подгорная улица была переименована в улицу имени большевика, советского государственного деятеля Якова Свердлова.
На перекрёстке с улицей Кирова, в сквере имени Элиаса Лённрота был открыт фонтан «Калевала» (скульптор Лео Лангинен).
28 сентября 2018 года у здания Карельской государственной филармонии на перекрёстке с улицей Кирова был открыт совместный памятник поэтам Роберту Рождественскому и Владимиру Морозову.

## Современный вид улицы Свердлова
|                                             |                                                 |                                                        |                                               | width="20%"                       |
| Дом связи, ул. Свердлова / ул. Дзержинского | Здание Музыкального колледжа, ул. Свердлова, 25 | Административное здание, ул. Свердлова / ул. Куйбышева | Фонтан «Калевала», ул. Свердлова / ул. Кирова | лестничный спуск к Пушкинской ул. |

## Памятные доски
|                                                      |                                                      |                                                       |                                                      |                                  |
| Мемориальная доска Сенькину И. И., ул. Свердлова, 10 | Мемориальная доска Гусарову Д. Я., ул. Свердлова, 10 | Мемориальная доска Трофимову Ф. А., ул. Свердлова, 10 | Мемориальная доска Назарову К. В., ул. Свердлова, 22 | Памятная доска, ул. Свердлова, 8 |